# Gigantidas horikoshii
Gigantidas horikoshii is een tweekleppigensoort uit de familie van de Mytilidae. De wetenschappelijke naam van de soort is voor het eerst geldig gepubliceerd in 2005 door Hashimoto & Yamane.